# Centro de Estudios Generales
El Centro de Estudios Generales de la Universidad Nacional de Costa Rica es el lugar donde se imparten los cursos  con visión humanista de todas las carreras que se imparten en dicha Universidad.

## Áreas de Estudio
Está compuesto por cuatro áreas de estudio, las cuales son:
- Área de Arte (EGA)

- Área de Ciencia y Tecnología (EGC)

- Área de Filosofía y letras (EGF)

- Área de Ciencias Sociales (EGS)

Su Misión y Visión se describe de la siguiente forma:

## Misión
Construir conocimientos y valores desde una perspectiva humanística integral con
conciencia social y ambiental, a partir de una labor inter, multi y transdiciplinaria de su
quehacer interno y externo, de respeto por la vida y la diversidad (cultural y natural)
que conlleve a una sociedad inclusiva y solidaria.

## Visión
Es el Centro de Estudios Humanísticos que brinda una formación integral a los
estudiantes y a la vez permea la sociedad para lograr personas autónomas,
responsables, con capacidad crítica, innovadora y propositiva, que posibilita la
comprensión y trasformación de la realidad con justicia y equidad, con miras al bien
común a partir del desarrollo sustentable que facilite el mejoramiento continúa de la calidad
de vida.